# Lunacy (jogo eletrônico)
Lunacy (月花霧幻譚 TORICO, Gekka Mugentan Torico, lit. "Torico: O Conto Ilusório da Flor da Lua na Névoa"), lançado na Europa como Torico, é um jogo eletrônico de aventura desenvolvido pela System Sacom e publicado pela Sega no Japão em 1996 e na Europa em 1997 e pela Atlus na América do Norte em 1997. O jogo é um filme interativo que consiste em longas sequências de full motion video interconectadas. Sua história tem como ponto central um homem chamado Fred (também conhecido como "The Traveler", lit. "O Viajante") que perambula por Misty Town tentando recuperar sua identidade esquecida. Na testa, ele carrega a marca de um estranho símbolo que parece ser a origem de sua amnésia. Após viajar à cidade, Fred acaba por se deparar com eventos estranhos e com um homem chamado Lord Gordon, que a governa com um punho de ferro.

## Enredo
Um viajante chamado Fred se vê aprisionado na prisão de Misty Town. Ele havia vindo à cidade à procura de respostas sobre o seu passado, sobre o qual ele não tem lembranças. Em sua testa, ele possui uma tatuagem no formato de uma lua crescente. Na cela, Fred conhece o estranho e aparentemente onisciente Anthony, que o conta sobre as lendas da City of Moons. Supostamente, o caminho para esta cidade passa por Misty Town. Anthony o oferece a chave de sua cela mas, depois de uma tentativa de fuga, Fred rapidamente se vê novamente nas mãos de Lord Gordon, o implacável governante da cidade.

## Desenvolvimento
A System Sacom havia anteriormente desenvolvido o jogo Mansion of Hidden Souls para Sega Saturn e mais tarde para o Sega CD, que também tinha uma jogabilidade de aventura em primeira pessoa. Apesar de a Atlus publicar Lunacy na América do Norte, o jogo foi traduzido e localizado pela Sega. A Sega ofereceu os direitos de publicação do jogo na América do Norte a outras empresas para que pudessem focar sua publicidade em jogos mais populares.